# Txikão
Txikão  (Xicães, Tikão, Chicão, Ikpeng), pleme Kariba iz brazilske države Mato Grosso, na području parka Xingú (Parque Indígena do Xingu) kod ušča río Uaví. 
Jezično su srodni s plemenom Arára do Pará. Lovci, ribari, sakupljači i obrađivači tla (manioka, pamuk i drugo). 
Populacija: 146 (1995.); 342 (Funasa - 2006).